# Torre Triq il-Wiesgha

La Torre Triq il-Wiesgha (en maltés: Torri ta' Triq il-Wiesgħa), originalmente conocida como Torre della Giddida  y también llamada Torre Mwejġel (en maltés: Torri ta' Mwejġel o Torri tal-Imwiegħel), es una pequeña torre de vigilancia cerca de Żabbar, Malta. Fue construido en 1659 como la novena de las torres de Redín. La torre sufrió daños importantes en el siglo XX, con la demolición de partes de la estructura, pero fue restaurada entre 2008 y 2009 y ahora está en buenas condiciones. 

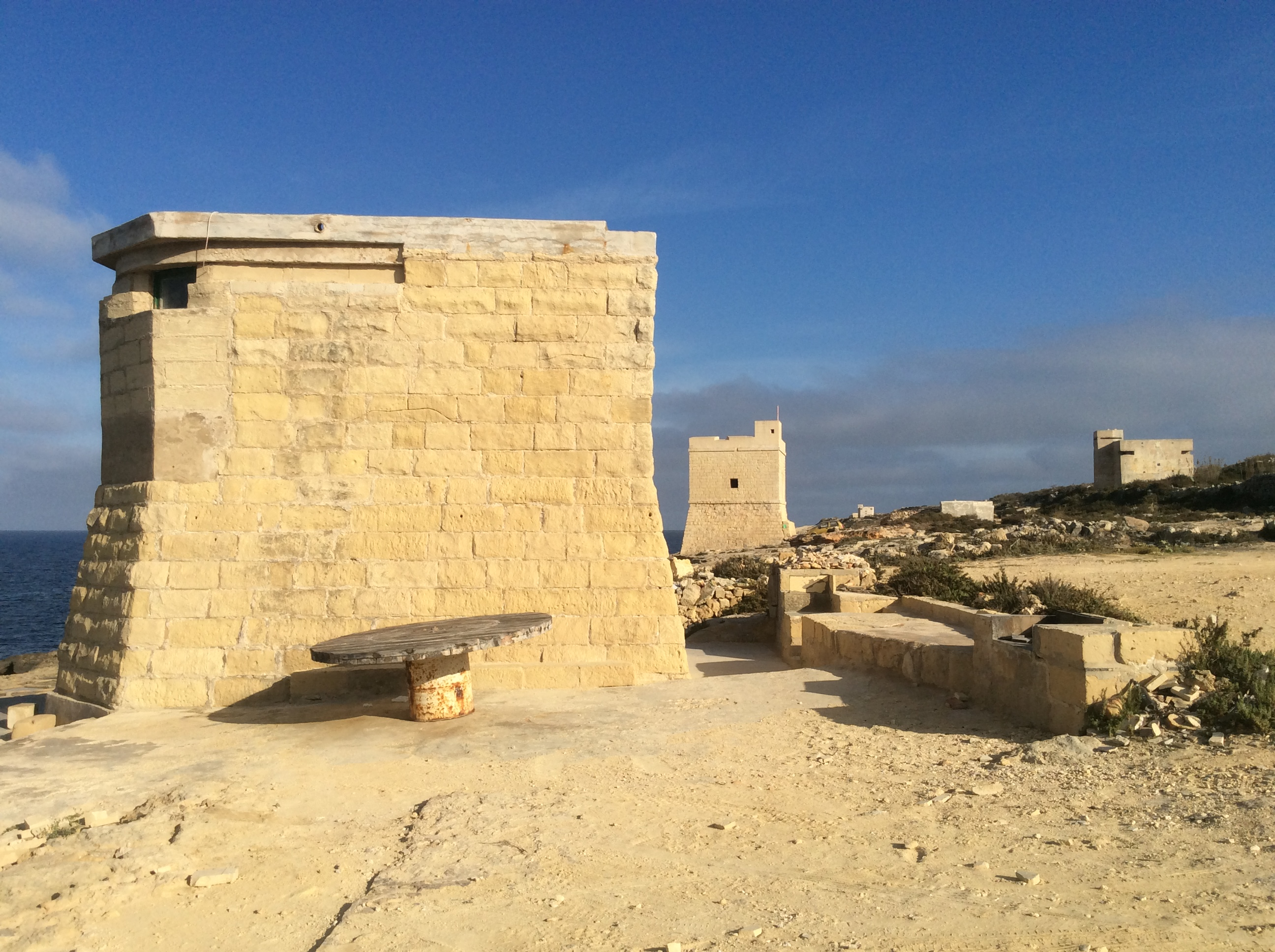
Fortines de la II Guerra Mundial cerca de la torre

## Historia
La Torre Triq il-Wiesgha fue construida en 1659 en la costa este del Gran Puerto. Su nombre significa "Calle ancha", debido a la gran extensión de costa que tuvo que defender. Sigue el diseño estándar de las torres de Redin, que tienen una planta cuadrada con dos pisos y una torreta en el techo. La Torre Triq il-Wiesgha tenía la Torre de Santa Maria delle Grazie en su línea de visión hacia el oeste, y la Torre Zonqor al este, pero estas ya no existen, ya que ambas fueron demolidas por el ejército británico. 
En la década de 1870, el Fuerte Leonardo fue construido alrededor de 350 m (382,8 yd) lejos de la torre. El fuerte estaba en terreno elevado y la Torre Triq il-Wiesgha no caía en su línea de fuego. Si la torre hubiera caído dentro de esa línea, probablemente habría sido demolida, como ocurrió en otros casos, como la Torre Delimara y la Torre Benghisa, que fueron demolidas para despejar las líneas de fuego de los Fuerte Delimara y Benghisa, respectivamente. 
A principios del siglo XX, la parte trasera de la torre se había derrumbado y la torre estaba en ruinas, pero fue restaurada en la década de 1930. El parapeto y la torreta de la torre se eliminaron durante la Segunda Guerra Mundial, y se construyeron fortines en sus alrededores. La torre se dañó aún más cuando un avión se estrelló cerca.

## Actualmente
Después de la guerra, la torre volvió a caer en mal estado, y parte de sus cimientos se derrumbaron. En 2004, fue entregado a Fondazzjoni Wirt Artna. La restauración comenzó cuatro años más tarde en septiembre de 2008 y se completó en marzo de 2009. Durante la restauración, las características que habían sido eliminadas durante la Segunda Guerra Mundial también fueron reconstruidas.

## Otras lecturas
- Información